# Schaduppum
Koordinaten: 33° 18′ 35″ N, 44° 28′ 0″ O
Šaduppûm (akkadisch Schaduppum, Shaduppum, heute Tell Ḥarmal) ist der Name einer altorientalischen Stadt im Irak nördlich der Diyala-Mündung. Der Name der Ausgrabungsstätte ist Tell Ḥarmal, sie liegt innerhalb der Grenzen des Stadtgebietes von Bagdad.

## Geschichte
Obwohl die Stadt archäologisch vom 3. Jahrtausend bis in die zweite Hälfte des 2. Jahrtausends v. Chr. belegt ist, gestaltet sich die Rekonstruktion der politischen Geschichte der Stadt schwierig. In Texten ist die Stadt nur für etwa zwei Jahrhunderte in der Isin-Larsa-Zeit belegt, in der sie sich zumindest für etliche Jahrzehnte unter der Herrschaft des Königtums von Ešnunna (heute Tell Asmar) befand. Während des Krieges zwischen Babylon und Elam, an dem Ešnunna beteiligt war, wurde Šaduppum wohl um 1764 v. Chr. erobert und zerstört.

## Archäologie
Die erste großflächige Grabung, die vom irakischen Antikendienst unter der Leitung von Mohammad Ali, Seton Lloyd und Taha Baqir durchgeführt wurde,  begann im Jahre 1945 und dauerte mit Unterbrechungen bis 1963. Innerhalb einer starken Stadtmauer wurden neben zahlreichen Privathäusern acht Heiligtümer und ein Verwaltungsgebäude freigelegt. Zu den wichtigsten Funden zählen altbabylonische Tontafelarchive mit ungefähr 3000 Texten. Die Archive umfassen Rechts- und Verwaltungsurkunden, literarische, mathematische und geographische Texte. Eine Nachuntersuchung fand in den Jahren 1997 und 1998 unter der Leitung von Peter A. Miglus und Laith M. Hussein im Rahmen einer Zusammenarbeit des Deutschen Archäologischen Instituts und der Universität Bagdad statt.

### Stratigraphie
Die Stratigraphie Tell Ḥarmals besteht aus sieben Bauschichten, wovon die ältesten beiden, also Schicht VII und VI in das 3. Jahrtausend v. Chr. datieren. Sie wurden lediglich mit begrenzten Tiefsondagen erforscht, daher sind weder Architekturreste bekannt noch ist die zeitliche Einordnung in die Akkad- bzw. Ur-III-Zeit sicher.
Die Schichten V-II werden der Isin-Larsa-Zeit zugeordnet und sind die am besten archäologisch erfassten. Aus dieser Periode wurden großflächig etwa drei Viertel der Stadt ausgegraben. In Schicht I befinden sich spärliche Reste einer kassitischen Siedlung der zweiten Hälfte des 2. Jahrtausends, deren Bebauung sich nur in den Fundamenten erhalten hat. An der Oberfläche des Tell und in der näheren Umgebung wurden außerdem Reste von vorislamischer (vermutlich sassanidischer) Besiedlung gefunden.

### Architektur

#### Wohnhäuser
Die Privathäuser können in zwei Hauptbautypen der mesopotamischen Mittelbronzezeit eingeteilt werden. Zum einen sind dies Hofhäuser (mit einem zentralen Hof), zum anderen Mittelsaalhäuser (mit großem Saal als Hauptraum). Die Grundfläche der Gebäude variiert zwischen 20 und 80 m². In einigen Häusern wurden Treppenreste gefunden, was auf Obergeschosse hindeutet. Die Ausstattung der Räume bestand aus Öfen, Herden, Bänken und Podesten sowie Lehmziegelaltären zur privaten Kultausübung. In vielen dieser Häuser befanden sich private Tontafelarchive.

#### Sakralbauten

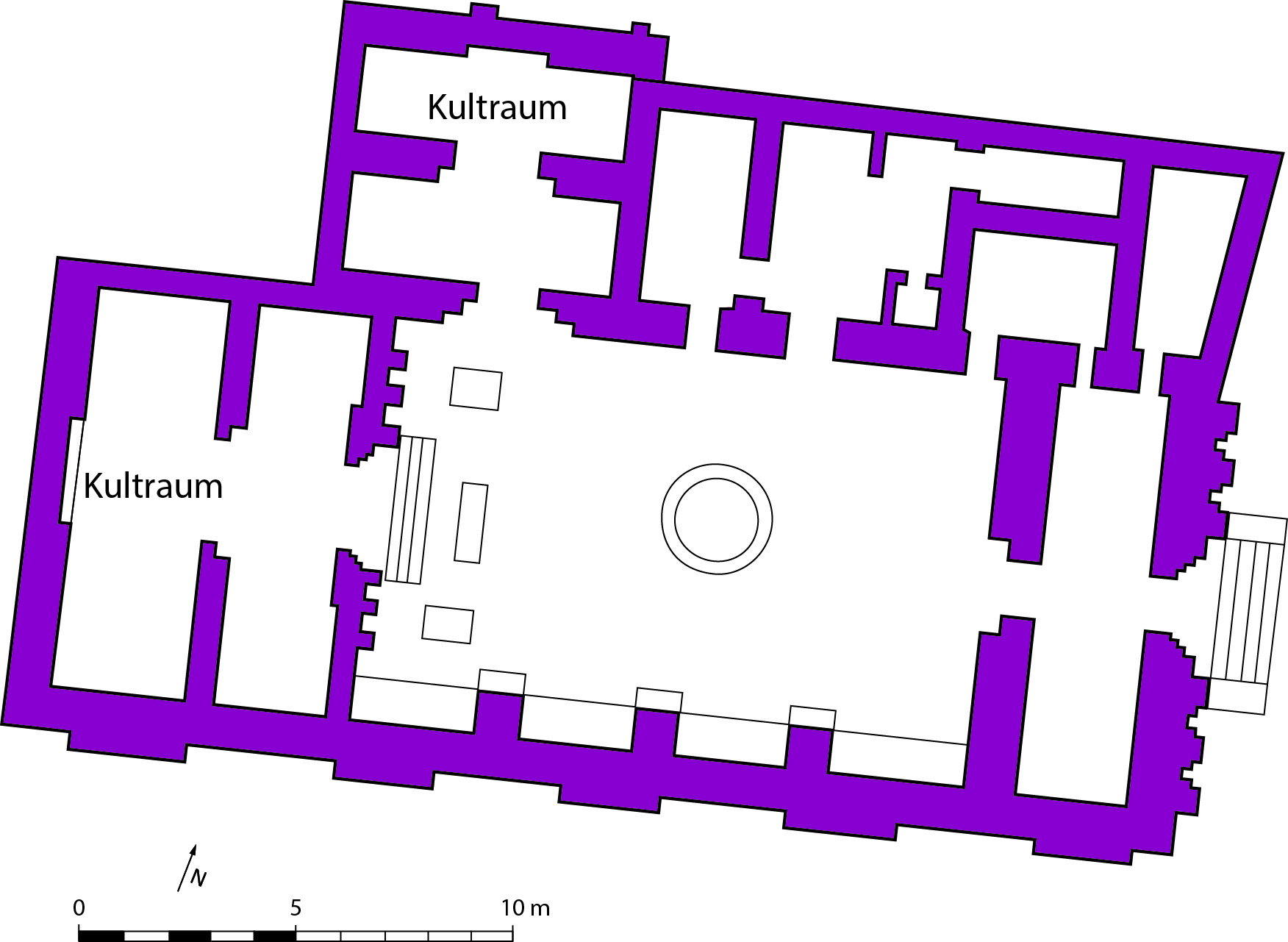
Tell Ḥarmal, Bēl-gašer-Tempel (Tempel „A“), Grundriss.

Das größte der ausgegrabenen Heiligtümer ist ein Doppeltempel, in dem als Hauptgottheit Bēl-gašer verehrt wurde. Er war an der nördlichen Seite der Hauptstraße lokalisiert, der mit zwei Terrakottalöwen flankierte Zugang erfolgte durch eine Seitengasse von Osten her. Hinter dem Eingangsbereich schloss sich ein Zentralraum (vermutlich ein Hof) an, der in seiner Mitte ein Becken und an der Südwestseite einen Opfertisch enthielt. Hinter diesem befand sich der ebenfalls mit Terrakottalöwen flankierte Aufgang zum breiträumigen Hauptkultraum. Zur Nordostseite des Zentralraumes hin schloss sich eine weitere Kultraumgruppe an. Weitere kleinere Heiligtümer befanden sich nahe der Stadtmauer am Stadttor und zwischen den Wohnhäusern des Stadtgebietes.

#### Verwaltungsgebäude
An der Südseite der Hauptstraße gegenüber dem großen Doppelheiligtum lag das Verwaltungsgebäude der Stadt. Der Grundriss war rechteckig (22,5 × 25,0 m). Gegründet wurde dieses Gebäude in Schicht III und bestand bis zur Zerstörung der Stadt in Schicht II. In seinen Räumen kam ein Tontafelarchiv mit etwa 300 Texten zu Tage.